# ابراهیم یزیدی
ابراهیم یَزیدی عَدَوی با کنیهٔ ابواسحاق (? - ۸۴۰م) (نسب: ابراهیم بن یحیی بن مبارک) ادیب و شاعر عراقی در دورهٔ اول عباسی و ندیم مأمون بود که سرگذشت‌هایی از همنشینی‌های دوستانه‌شان نوشته شده است. آثاری نگاشت: ساختِ کعبه و اخبار آن، نقطه‌ها و شکل، مصادر قرآن، آنچه در لفظ همانند و در معنا ناهمانند است.